# 瑞米布替尼
瑞米布替尼（英語：Remibrutinib）是诺华研发的用于治疗慢性自发性荨麻疹的口服药物，属高选择性BTK抑制剂。该药物处于中国市场的上市申请受理阶段，此前其3期临床研究已取得积极结果，但其上市申请尚未被任何政府审批通过。

## 历史
2023年8月9日，诺华披露了瑞米布替尼的两项临床Ⅲ期试验（REMIX-1和REMIX-2）结果，这两项试验评估了瑞米布替尼在H1抗组胺药不能充分控制症状的慢性自发性荨麻疹患者中的疗效，并表示在使用该药物一段时间后，疾病活动得到了临床意义和统计学意义的显著性改善。
2025年2月27日，中国国家药监局药品审评中心（CDE）官网披露，诺华申报的1类新药瑞米布替尼片的上市申请获得受理，是为瑞米布替尼在全球范围内首次申报上市。